# Sean Kelly
John "Sean" James Kelly (Waterford, 24 de maio de 1956) é um ex-ciclista profissional irlandês que competia em provas de ciclismo de estrada. Ele foi um dos mais bem sucedidos ciclistas da década de 1980 e um dos melhores ciclistas de provas clássicas de todos os tempos. Desde sua profissionalização em 1977 até sua aposentadoria em 1994, ele venceu 193 competições profissionais, entre elas estavam nove provas das chamadas Clássicas monumentais dos ciclismo europeu, um número apenas menor do que o obtido por Eddy Merckx. Ele venceu a Paris-Nice por sete vezes consecutivas e o primeiro UCI World Cup (que mais tarde seria substituído pelo UCI ProTour) em 1989. Venceu também a Vuelta a España de 1988, além de várias vitórias no Giro di Lombardia, Milão-Sanremo, Paris-Roubaix e Liège-Bastogne-Liège. Outras vitórias incluem o Critérium International, Grand Prix des Nations e as voltas menores como Tour de Suisse, Vuelta al País Basco e Volta a Cataluña.
Kelly nunca venceu um campeonato mundial, porém chegou próximo em 1989, quando perdeu o título para Greg LeMond.

## O início
Kelly é o segundo filho de Jack (John) e Nellie Kelly, fazendeiros em uma propriedade de 48 acres em Carraghduff. Ele nasceu na Belleville Maternity Home em Waterford em 24 de maio de 1956 e ganhou o nome John James Kelly e, mais tarde, para prevenir confusões em casa, seu pai passou a chamá-lo de Sean. Seu nome é a versão irlandesa para John.
Por oito anos ele frequentou a Crehana National School, acompanhado por Joe, seu irmão mais velho. Seus colegas de classe lembram dele como um garoto retraído e imaginavam que isto se davo porque ele se sentiria superior intelectualmente. Ele abandonou a escola aos 13 anos para ajudar na fazenda, depois que seu pai foi internado em um hospital em Waterford em virtude de uma úlcera. Aos 16 ele começou a trabalhar como pedreiro.
Kelly começou a andar de bicicleta depois que seu irmão passou a ir à escola pedalando em setembro de 1969. Joe participou e ganhou corridas locais e em 4 de agosto de 1970 Sean participou de sua primeira competição na Kennedy Terrace em Carrickbeg, parte da Carrick-on-Suir. A prova consistia em uma distância de oito milhas em que os competidores mais fracos largavam primeiro e os melhores largavam depois. Kelly abriu uma vantagem de três minutos para os perseguidores. Ele ainda estava três minutos a frente na metade da prova, e já tinha mais de três minutos de vantagem quando cruzou a linha de chegada.
Com 16 anos ele venceu o campeonato nacional junior em Banbridge, County Down.

## A carreira amadora e o banimento olímpico
Kelly ganhou novamente o campeonato nacional em 1973, então foi promovido para senior antes dos 18 anos, como seria o normal, e ganhou o Shay Elliott Memorial race em 1974 e novamente em 1975, além de etapas do Tour da Irlanda de 1975. Os Jogos Olímpicos de 1976 aconteceriam em Montreal no Canadá e Kelly, juntamente com Pat e Kieron McQuaid, dois outros ciclistas irlandeses, foram à África do Sul para participar da prova por etapas Rapport Tour como preparação. Ele e outros competidores se inscreveram com nomes falsos pois os atletas competindo na África do Sul haviam sido banidos dos Jogos Olímpicos como protesto contra o apartheid. A equipe de Kelly foi desmascarada quando um jornalista do periódico londrino Daily Mail tentou fazer uma foto dos ciclistas, que ele imaginava serem britâncos, com Richard Burton e Elizabeth Taylor que se encontravam na África do Sul para sua segunda lua-de-mel. A resistência dos dirigentes da equipe em liberar os atletas para a foto o intrigou e ele percebeu que eles estavam lá secretamente. Ele mandou fotos dos atletas para o Daily Mail, onde entusiastas de ciclismo os identificaram. Eles publicaram uma reportagem no jornal em 16 de outubro de 1975 que tinha, em sua manchete, os seguintes dizeres: A equipe secreta que se disfarçou de britânica.
Os irlandeses foram suspensos de participar de competições por seis meses. Eles já haviam retornado às competições quando o Comitê Olímpico Internacional os baniu para sempre das Olimpíadas.
Impossibilitado de correr no Canadá, Kelly participou do Tour of Britain de 1976 e então se dirigiu para Metz, na França, depois que Johnny Morris, um entusiasta londrino, lhe conseguiu um convite. O clube lhe ofereceu £25 por semana, além das acomodações e quatro francos para cada quilômetro das provas que ele vencesse. Ele venceu 18 das 25 provas que participou e ganhou o Giro di Lombardia amador na Itália. Estes feitos impressionaram Jean de Gribaldy e Cyrille Guimard, dois dirigentes franceses. De Gribaldy foi à Irlanda sem aviso prévio para discutir um contrato com a equipe profissional Flandria. Ele não sabia onde Kelly vivia e não tinha certeza de que conseguiria reconhecê-lo. Ele levou consigo outro ciclista, para que identificasse Kelly e também servisse como tradutor da conversa. Kelly estava fora de casa dirigindo um trator e Gribaldy voltou ao táxi que havia o trazido de Dublin, esperando que Kelly os encontrasse quando voltasse para casa. Ele o encontraram e Gribaldy ofereceu £4.000 por ano, além de bônus. Uma semana depois, Kelly pediu £6.000 e conseguiu. Ele assinou com De Gribaldy com desconfianças sobre voltar atrás na sua promessa de retornar para Metz, onde o clube lhe havia oferecido melhores condições do que antes.
Kelly foi para a França em Janeiro de 1977 e viveu por dois anos na 18 place de la Révolution em Besançon, cidade natal de Gribaldy. Ele compartilhava a casa com outros quatro colegas da equipe.

## A carreira profissional
A primeira corrida profissional de Kelly foi a Étoile de Bessèges. Ela teve início em 7 de fevereiro de 1977 e durou seis dias. kelly terminou o primeiro dia em décimo. A equipe Flandria era dividida em duas partes: os ciclistas mais fortes, como o campeão mundial Freddy Maertens, faziam parte da equipe principal que era baseada na Bélgica. Kelly compunha a segunda parte, baseada na França, onde a Flandria desejava aumentar suas vendas. Os melhores ciclistas de ambas as partes da equipe se reuniam para as grandes competições. Kelly foi recrutado como um domestique para Maertens na equipe principal para a Paris-Nice deste mesmo ano - pouco depois ele obteve sua primeira vitória, na etapa de abertura do Tour de Romandie - e permaneceu nela para o Tour de France, onde também conquistou uma etapa.
Kelly permaneceu com Gribaldy em 1977 e 1978. Então, em 1978, Michel Pollentier foi desclassificado do Tour de France depois de falhar em um teste de doping na tarde em que assumiu a liderança da competição. Ele deixou a equipe no final da temporada e criou sua própria, com um novo patrocinador, Splendor. Tanto Maertens quanto Pollentier queriam Kelly. Pollentier e a Splendor ofereceram mais e tornaram-no o líder da equipe. Mas a Splendor era uma equipe nova e logo os problemas logísticos se tornaram óbvios. As bicicletas estavam em mau estado - tanto que a Splendor decidiu não participar da Paris-Roubaix - e o coordenador, Robert Lauwers, foi substituido. Kelly superou isso e participou por conta própria. O escritor Robin Magowan disse:
Algumas pessoas conseguem se realizar no sistema de equipes; outras acham que a vida somente tem graça quando eles estão dirigindo o show. No caso de Kelly significava trabalhar por uma coleção de equipes velhas e mal pagas que de Gribaldy geramente montava. Mas uma equipe menor e menos pretensiosa pode apresentar suas vantagens para um ciclista como Kelly. Quando você não tem que competir pela lealdade do time, você pode se concentrar em ganhar corridas e foi exatamente isso que Kelly fez.
Com o tempo a equipe melhorou e Kelly recebeu algumas ofertas de outras equipes que foram cobertas pela Splendor. Ele ganhava aproximadamente £30.000 mais os bônus em sua última temporada. Mas o fortalecimento da equipe envolveu a contratação de outro sprinter, Eddy Planckaert, e o papel de Kelly como um estrangeiro na equipe ficou claro. Ele ouviu que de Gribaldy estava formando uma nova equipe e em 1982 os dois se reuniram na Sem-France loire. Mas agora kelly tinha a reputação de um sprinter que não conseguia vencer competições por etapas, embora tenha terminado em quarto na Vuelta a España de 1980. De Gribaldy empregou-o claramente como um líder de equipe, alguém que ele acredita que poderia vencer competições por etapas e não apenas etapas. Kelly venceu a Paris-Nice e quatro de suas etapas. Na última delas, um contrarrelógio até o col d'Erze, ele derrotou o Gilbert Duclos-Lasalle e retirou-o da liderança. Neste ano ele também venceu a maillot vert, a camiseta verde de melhor sprinter do Tour de France. Ele terminou o campeonato mundial realizado na Inglaterra na terceira colocação e no final do ano casou-se com Linda Grant, filha de um oficial de clube e ciclismo local. Carrick-on-Suir nomeou a praça da cidade como "Praça Sean Kelly" em tributo as suas conquistas no Tour de France de 1982 e sua medalha de bronze no campeonato mundial. No ano seguinte Kelly venceu novamente a Paris-Nice, além do Critérium International e do Tour de Suisse bem como a camiseta verde do Tour de France pela segunda vez consecutiva.

## Ápice da carreira profissional
Kelly confirmou seu potencial no outono de 1983. Durante o Giro di Lombardia, um grupo de 18 ciclistas escapados chegou a Como depois de passar por uma batalha nos passos de montanha de Intelvi e Schiganno. Kelly venceu o sprint por uma margem estreita, menos que metade de um roda separou os quatro primeiros colocados, e desbancou grandes ciclistas que incluiam Francesco Moser, Adri Van Der Poel, Hennie Kuiper e o campeão mundial Greg LeMond.
Kelly dominou a primavera que se seguiu. Venceu a Paris-Nice pela terceira vez consecutiva derrotando Stephen Roche bem como o vencedor do Tour de France Bernard Hinault que retornava de uma lesão no joelho. Kelly terminou em segundo a Milão-Sanremo e a Ronde van Vlaanderen, porém foi imbatível na Paris-Roubaix e na Liège-Bastogne-Liège. No dia seguinte à Paris-Roubaix, o L'Équipe, jornal de esportes francês, publicou uma foto de Kelly pedalando nos paralelepípedos com lama em sua face com o título Kelly insaciável se referindo ao seu apetite pelas vitórias naquela primavera. Ele também venceu as três etapas do Critérium International: o sprint em massa na primeira etapa, a vitória solitária na etapa de montanha além de derrotar Roche no contrarrelógio final. Kelly conquistou 33 vitórias em 1984 e estava começando a se tornar um competidor com chances nas grandes voltas, como pode ser visto com a quinta colocação no Tour de France. Talvez por este motivo ele pode ter se desconcentrado da disputa pela maillot vert naquele ano, quando acabou perdendo a camiseta na última etapa, na chegada na Champs-Élysées, sendo batido pelo belga Frank Hoste que conseguiu os pontos suficientes para tirar a camiseta de Kelly.
Em 1985 ele venceu a Paris-Nice, novamente derrotando Roche. Terminou o Tour de France do mesmo ano com a Maillot vert pela terceira vez e na quarta colocação geral. Kelly venceu a primeira Nissan International Classic batendo Van Der Poel. No final da temporada, venceu o Giro di Lombardia. Ganhou a Milão-Sanremo em 1986 após vencer a Paris-Nice. Terminou em segundo lugar na Ronde van Vlaanderen e venceu a Paris-Roubaix novamente. Foi na Vuelta a España de 1986 que conquistou pela primeira vez um podium em uma grande volta, terminando na terceira posição. Voltou para a Irlanda e venceu a Nissan Classic de novo, após um duelo com Steve Bauer, que vestiu a camisa amarela depois de várias quedas de Kelly. Na etapa final, Kelly estava a três segundos de Bauer e retomou a camisa ao terminar na terceira posição e ganhar os bônus de tempo.
Kelly venceu a Paris-Nice de 1987 no último dia depois que Roche, o líder até então, teve um pneu furado. Mais tarde, liderando a Vuelta a España com três dias para o encerramento, ele teve que abandonar a competição pois se encontrava com uma infecção. Sua má sorte continuou durante o Tour de France, quando teve que deixar a competição depois de ter os ligamentos de seu ombro rompidos em virtude de uma queda. Depois de terminar na quinta colocação o campenato mundial, atrás de Roche, Kelly voltou a vencer a Nissan pela terceira vez consecutiva.
A sétima vitória na Paris-Nice veio na primavera de 1988, um recorde. Algumas semanas depois venceu a Gent-Wevelgem. Em abril de 1988 voltou às competições para disputar a Vuelta a España de 1988, quando manteve-se cerca de dois minutos atrás do líder, Laudelino Cubino, durante as duas primeiras semanas. Conseguiu diminuir a diferença para Cubino em um minuto e 30 segundos ao terminar a 13º etapa na quarta colocação, atrás de Parra e Anselmo Fuerte. A partir desta etapa, Fuerte alcançou a segunda colocação na competição e acabou por tomar a camisa de líder de Cubino na 16º etapa. Kelly manteve a diferença de 21 segundos atrás de Fuerte quando iniciou o contrarrelógio do penúltimo dia, etapa que foi vencida por ele e lhe deu a camisa de líder. No dia seguinte Kelly venceu seu único Grand Tour. Ele também conquistou a classificação por pontos. Após a vitória na Vuelta a España, retornou à Carrick-on-Suir, onde foi homenageado com um desfile.
Completou o Tour de France deste ano, na 46º colocação, com cerca de uma hora de desvantagem para Pedro Delgado. Ele não era mais um pretendente para a vitória geral nesta competição e disse que nunca venceria o Tour de France. Kelly acabou na terceira colocação na Nissan Classic daquele ano e terminou em terceiro o sprint do chuvoso campeonato mundial de ciclismo de 1989 em Chambéry, na França, atrás de Dimitri Konyshev e Greg Lemond. Foi a segunda vitória de Lemond em campeonatos mundiais.